# Вишелниця
Вишелниця (словен. Višelnica) — поселення в общині Горє, Горенський регіон, Словенія. Висота над рівнем моря: 642,6 м.